# Gabriel Tarde
Jean-Gabriel De Tarde, conegut com a Gabriel Tarde (Sarlat-la-Canéda, Dordonya, 12 de març de 1843 - París, 13 de maig de 1904), fou un sociòleg, criminòleg i psicòleg social occità de l'estat francés. Entenia la sociologia basada en petites interaccions psicològiques entre individus (com els processos químics), en què les forces fonamentals serien la imitació i la innovació.

## Biografia
Pertanyia a una família aristocràtica.
Als 17 anys entrà a l'escola politècnica i començà la rescissió d'un "periple enciclopèdic al voltant de totes les ciències i de la construcció d'un ampli sistema filosòfic". Una malaltia en la vista, però, ocasionada als 19 anys a conseqüència d'estudis excessius, el dugué a abandonar-ne la idea i a estudiar dret a la Universitat de Tolosa de Llenguadoc: "potser no tant per vocació personal, per imitació, costum, és pel que, en una època molt trista de la meua joventut vaig incorporar-me a la magistratura". Completà els estudis amb un any a la Universitat de París. Fou jutge d'instrucció a Sarlat i els seus voltants, i es negà a acceptar tots els ascensos proposats, primer per ser al costat de sa mare, i després perquè, com ell mateix confessa, "vaig comprendre que calia optar entre el meu ascens professional i el meu creixement personal per l'estudi, amb l'ús científic del meu extens oci, i la meua elecció va ser obra de poc de temps".
Es casa al 1887 i va tenir dos fills, i cap al 1880 entrà en contacte amb Ribot, director de la Revista Filosòfica de París, a qui envia els primers articles, que tenen bona acollida.
El 1893 el ministre de Justícia el convida a preparar un treball sobre l'organització de l'estadística criminal, i el 1894 és director d'Estadística Criminal del Ministeri de Justícia a París. Hi publicar el gruix de la seua obra, i ocupa al 1899 l'escó de Filosofia Moderna en el Col·legi de França. El 1900 és membre de l'Acadèmia de Ciències Morals i Polítiques; en aquestes institucions Tarde exercí la seua càtedra, perquè mai pogué entrar a la universitat, en què Durkheim era l'indiscutible estel.
Fou també un opositor de la nova escola italiana, tot i que hi tingué bones relacions. Arribà a ser director dels Arxius d'Antropologia Criminal que havia fundat Lacassagne.
El seu contacte posterior amb els italians hauria d'afinar moltes de les seues idees, i Tarde relata que "quan vaig publicar el meu primer treball criminològic, titulat L'estadística criminal, no havia llegit encara ni Lombroso, ni Ferri, ni Garófalo; i tot el que jo coneixia en italià era un fullet de Poletti. Però després d'aquest article he tingut relacions freqüents amb els caps de la Nova Scuola, si bé conservant l'actitud independent, malgrat la meua amistat amb Ferri".
Escrigué entre altres: Les lleis de la imitació (1890), Les transformacions del dret (1893), La lògica social (1893), L'oposició universal (1897), Les lleis socials (1898), Les transformacions del poder (1899), etc.
Entre els conceptes que Tarde va introduir, trobem la «ment grupal» (représ i ampliat per Gustave Le Bon, i de vegades proposat per explicar la psicologia de masses) i la psicologia econòmica i opinió pública, amb què anticipava alguns desenvolupaments moderns. La sociologia d'Émile Durkheim, però, desplaçà durant dècades les propostes de Tarde, i foren els investigadors nord-americans de l'escola de Sociologia de Chicago i la teoria de l'actor-xarxa de Bruno Latour qui en reprengueren les teories.
Everest Rogers dona suport a les "lleis d'imitació" de Tarde en Diffusion of innovations de l'any 1962; i Pietro Semerano escriu sobre el seu sistema penal.

## Recepció de la seva obra
La teoria de l'actor-xarxa ha recuperat bona part del treball de Tarde. Una proposta seua recuperada és considerar les associacions (xarxes) com una manera bàsica d'organització del món, no sols humana, sinó biològica, microfísica i còsmica. La sociologia de les associacions, en oposició a la sociologia social, és la descripció d'aquestes xarxes i del funcionament dels seus salts i discontinuïtats. Un camp d'especial atenció n'és l'examen que fa Tarde del fet "econòmic". Per la seua èmfasi en les creences i desigs, la seua lectura del sentit de la mesura dels valors, siguen objectes desitjats per al consum, gaudi estètic o intel·lectual, és una variant fructífera per a estudiar els mercats com a dispositius de càlcul, emfasitzant-ne la materialitat de l'equipament i implementació.
L'obra de Tarde permet fer una lectura del present esbiaixant les dificultats dels antagonismes entre individu i societat, possibilitant descripcions planes del món col·lectiu, implicant la sociologia en la disputa actual entre economistes neocapitalistes i neomarxistes. Bruno Latour ha proposat, emprant el discurs de Tarde, estudiar l'economia com la combinació de les maneres d'existència d'organització [ORG], agregat [ATT] i moral [MOR].
La recepció de l'obra de Tarde a principis del segle XXI en el continent americà és digna d'estudi. En la seua obra Raízes do Brasil l'historiador Sérgio Buarque cita Tarde. A Xile, Alberto Edward també l'esmenta. No es pot obviar la coincidència de tots dos en treballs oficials de producció estadística.

## Obres
- La criminalité comparée. 1886
- La philosophie pénale. 1890
- Les lois de l'imitation. 1890 (dt., von Jadja Wolf, Die Gesetze der Nachahmung, Frankfurt am Main 2003 (Hardcover), 2009 (Taschenbuch))
- Les transformations du droit. Étude sociologique. 1891
- Monadologie et sociologie. 1893 (dt. Monadologie und Soziologie, Frankfurt am Main 2009)
- La logique sociale. 2011
- Fragment d'histoire future. 1896
- L'opposition universelle. Essai d'une théorie des contraires. 1897
- Écrits de psychologie sociale. 1898
- Les lois sociales. Esquisse d'une sociologie. 1898 (dt. Die sozialen Gesetze. Skizze einer Soziologie, Leipzig. 1907)
- L'opinion et la foule. 1901
- La Psychologie Économique. 1902